# Minhocultura
Minhocultura é uma atividade onde se utilizam minhocas para conversão e transformação de resíduos orgânicos em húmus (húmus ou humo é a matéria orgânica depositada no solo, um excelente adubo na produção e qualidade dos vegetais, resultante da decomposição de animais e plantas mortas, ou de seus subprodutos).
Para o carregamento do canteiro onde são criadas as minhocas, pode usar o esterco animal curtido, e também a matéria orgânica em decomposição, que é o ambiente natural para as minhocas, e é usado na alimentação delas.
As minhocas, além de fonte de proteína, fazem bem para a saúde da epiderme humana. Sendo bom lubrificante e bom hidratante. Algumas receitas caseiras de remédio prometem que ao acrescentar minhocas no suco de limão, as cordas vocais se fortalecem e se aumenta o potencial vocal. Mitos indígenas atribuem a minhoca um poder curativo, no qual o muco produzido pela minhoca, servia de antidepressivo e de energético.
O nome desta técnica pode se modificar através de cada região, pode-se chamar de minhocultura ou vermicompostagem.